# Agarodes tuskaloosa
Agarodes tuskaloosa is een schietmot uit de familie Sericostomatidae. De soort komt voor in het Nearctisch gebied.